# Григорьев, Александр Дмитриевич
Алекса́ндр Дми́триевич Григо́рьев (3 [15] октября 1874, город Варшава, Царство Польское, Российская империя — 4 ноября 1940, Прага, Чехословакия) — русский фольклорист, историк древнерусской литературы, лингвист, литературовед, историк, диалектолог.

## Биография
Детство Александра Григорьева прошло в местечке Беле Седлецкой губернии Привислинского края Царства Польского Российской империи. Родители Григорьева были небогаты, отец работал фельдшером, был тяжело болен.
Через некоторое время родители перевезли маленького Александра в Москву, где в 1893 году он окончил гимназию в Москве. После окончания гимназии Александр Дмитриевич в 1894 году поступает на историко-филологический факультет Московского университета, который заканчивает с отличием. Учителями Григорьева были Михаил Ильич Соколов и Всеволод Федорович Миллер. После окончания факультета в 1899 году Григорьев остаётся в магистратуре при кафедре русского языка и литературы.

## Архангельские былины
В 1899—1901 годах Григорьев выезжает в филологическую экспедицию на побережье Белого моря, а также в деревни по рекам Мезень (река), Кулой и Пинега, где записал свыше 400 былин, исторических песен, духовных стихов и баллад. Именно в той экспедиции Григорьев «открыл» для всего мира известную сказительницу Марию Дмитриевну Кривополенову (31.03.1843—2.02.1924), спевшую ему уникальную песню «Путешествие Вавилы со скоморохами» доселе нигде не встречавшуюся. Однако всероссийская известность придёт к ней позже, в 1915 году, когда её, простую деревенскую бабушку, повторно «откроет» для искусства Ольга Эрастовна Озаровская, совершенно случайно, будучи в гостях у своей подруги, крестьянки Прасковьи Андреевны Олькиной, встретившаяся с ней в деревне Великий Двор.
Для получения помощи Григорьев обращается к архангельскому губернатору и получает «открытый лист для скорого проезда по прогонам» и «открытое предписание» сельским и полицейским властям оказывать ему содействие. Однако Григорьев в своей книге «Пинежский край и былинная традиция в нём» вспоминает, что расценивал последний документ как бумагу, которую лучше держать «в секрете»: «для успеха поездки» за народными песнями пристойнее и благоразумнее, по его мнению, было «иметь дело с народом, чем с властями».
В 1904 и 1910 годах, на основе собранного материала Российской Академией наук были изданы 1-й и 3-й тома книги «Архангельские былины и исторические песни». Уникальность данных книг в том, что кроме текстов эпических песен, издание также содержит свыше 150 нотировок напевов, на которые эти произведения исполнялись, характеристики диалектологических особенностей местных северных говоров, отраженных в записях песен, а также указатели и географическую карту распространения былин. Кроме того — это самая большая в отечественной фольклористике коллекция былинных текстов, когда-либо записанных одним лицом. «Архангельские былины и исторические песни» содержат 3000 страниц, вместили 424 произведения («старины» — былины, исторические песни, баллады, духовные стихи; сказительские новации в былинном стиле оказались единичны).
Первый том данного издания вышел в 1904 году, третий в 1910-м и был удостоен Пушкинской золотой медали.
Издание второго тома работы затянулось до 1939-м года, когда Чешская Академия наук и искусств выделила средства на доиздание громоздкого труда русского ученого-эмигранта, невзирая на непостижимую даль, которая отделяла Прагу от русской реки Пинега, текущей близ Северного Ледовитого океана. Данный гигантский труд филолога был признан наукой братской славянской страны в его непреходящей историко-культурной ценности.

## Ассириология
В 1913 году Григорьев издает своё исследование «Повесть об Акире Премудром», которое охватывает историю этого сюжета за 2 тысячи лет с момента его образования в ассиро-вавилонской литературе и до наших дней, с привлечением источников из арамейской, сирийской, арабской, греческой, армянской и славянской версий. Критики, изучавшие данный труд Григорьева, отмечали необычайную точность и скрупулезность его работы и трудность разработки вопроса. Данное исследование ставит его в один ряд с известными ассириологами имперской и советской России.
Публикация «Повести об Акире Премудром» по серии списков прошла в 1913 году в качестве магистерской диссертации и в том же году удостоена половинной (малой) Ломоносовской премии.

## Работа в университетах
Также Григорьеву принадлежат работы о былинах (1906 г.), работы по истории русского народного и литературного языка, работы, посвящённые повести XVIII в. о Василии Златовласом (1916 г.)
С 1914 году Григорьев становится профессором Варшавского университета, однако, в связи с началом Первой Мировой войны институт в 1915 году эвакуируют и Григорьев работает до 1916 г. в Ростове-на-Дону в том же университете, только под названием «Донской Университет».
В 1917 году Григорьев становится деканом только что созданного историко-филологического факультета Томского университета, где заведовал кафедрой русской словесности. Там же организовал Общество этнографии, истории и археологии и стал его первым председателем.

## Диалектологическое направление работы
В 1918 году выдвинулся в проректоры университета, патронировал диалектологические экспедиции в районы старожильческих говоров Сибири. Занимался изучением русских старожильческих говоров Приобья, разработал программу для собирания сведений, необходимых для составления карты русского языка в Сибири. Был членом Ученого совета института исследования Сибири.
В 1919—21 гг., во время летних поездок, имеющих целью собрание материала сибирских народных говоров, Григорьев приобрел несколько десятков рукописных памятников XIV—XIX веков, являющихся ныне достоянием Библиотеки Российской академии наук и Славянской библиотеки Праги. По окончании поездки издана работа о говорах Николаевского уезда Самарской губернии.
В «Известиях Института исследования Сибири» опубликована работа Григорьева «Устройство и заселение Московского тракта в Сибири с точки зрения изучения русских говоров».
Историко-филологический факультет Томского университета после установления советской власти переименовывается в «общественный», а в 1922 году вообще закрывается, в связи с чем Григорьев принимает решение покинуть пределы России, формально обосновывая своё намерение тем, что «первые 20 лет своей жизни» он «провел на территории, вошедшей после войны в Польшу», и имеет «польское гражданство».

## Эмиграция
В 1922 году вернулся в Польшу, где ему не предоставляется возможности работать в университетах, поэтому Григорьев преподавал в средних школах в городе Брест. Через некоторое время Григорьев переехал в Подкарпатскую Русь (в то время территория Чехословакии), где преподавал в городах Ужгород и Прешов. После окончания преподавания в Прешове, в 1936 году Григорьев вышел на пенсию и поселился в Праге.
Обработка собранных в Сибири материалов по русским говорам была продолжена ученым в Праге. Там, в 1928 году, была опубликована его работа «Русские старожильческие говоры Сибири».
Личный архив хранится в Архиве Академии наук Чешской Республики и славянской библиотеке в Праге.